# Casa-palacio del Marqués de Portago
La Casa-palacio del Marqués de Portago es un inmueble de la ciudad española de Madrid, situado en el número 9 de la Calle de Serrano. Actualmente alberga la sede del Colegio de Abogados de Madrid.

## Historia
El edificio primigenio fue levantado en la década de 1880, y sobre éste Joaquín Saldaña y López construyó en 1908 una residencia burguesa típica del ensanche madrileño. El piso principal funcionaba como casa-palacio y los superiores como viviendas particulares. En 1975, el arquitecto Jaime de Alvear Criado acometió una restauración tras la que fue convertido en oficinas de una entidad bancaria, antes de pasar a ser la sede del Colegio de Abogados de Madrid.

## Galería

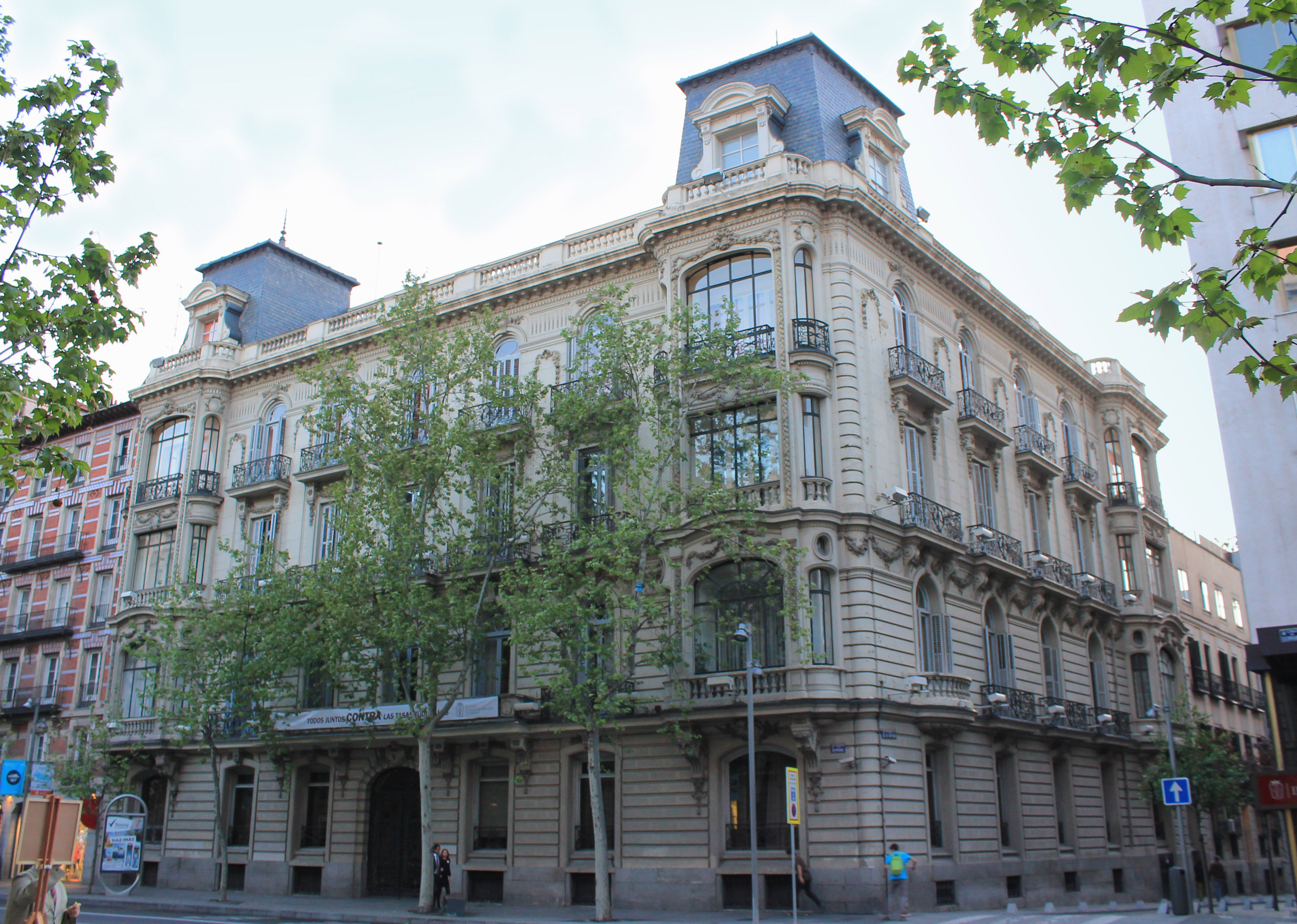
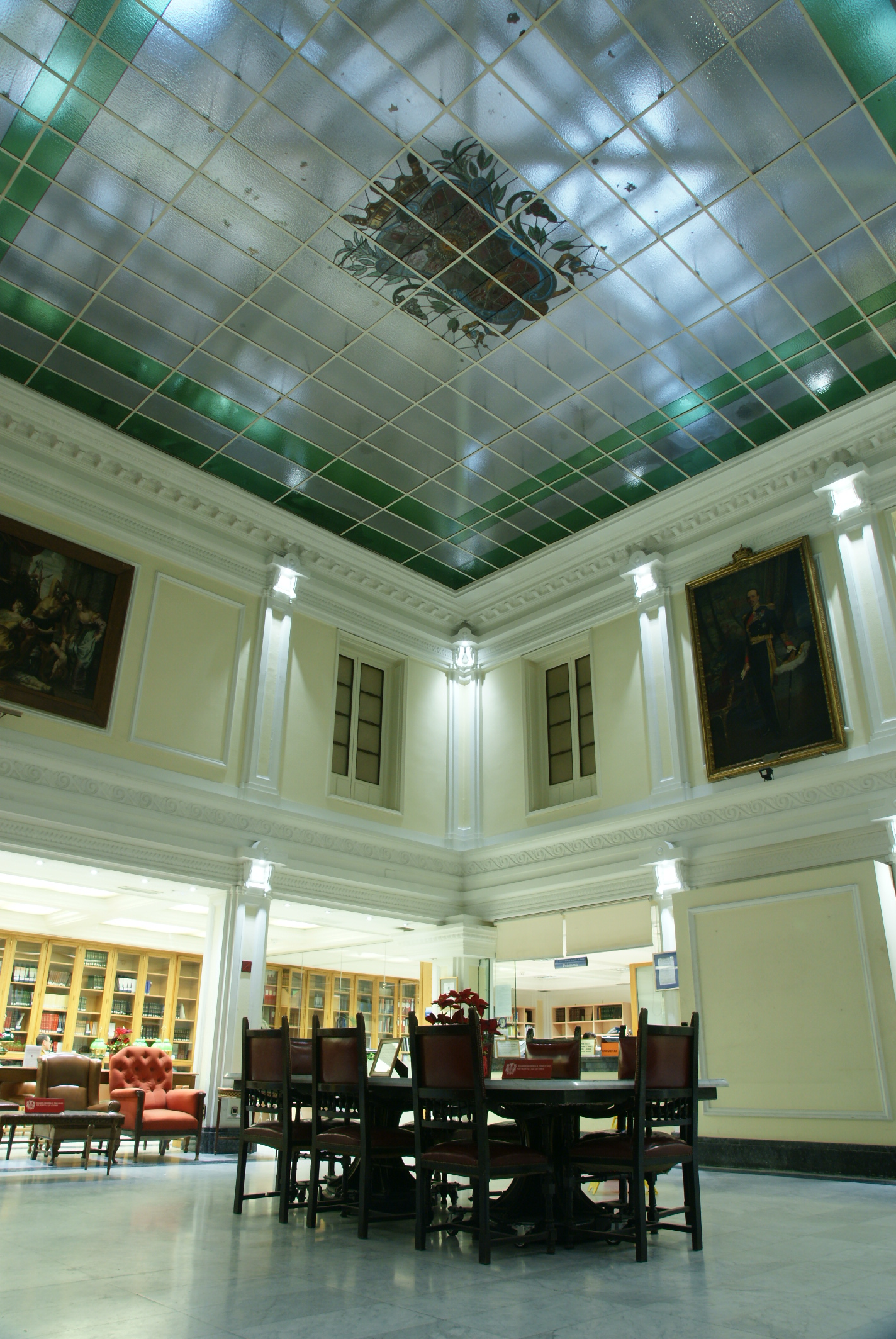
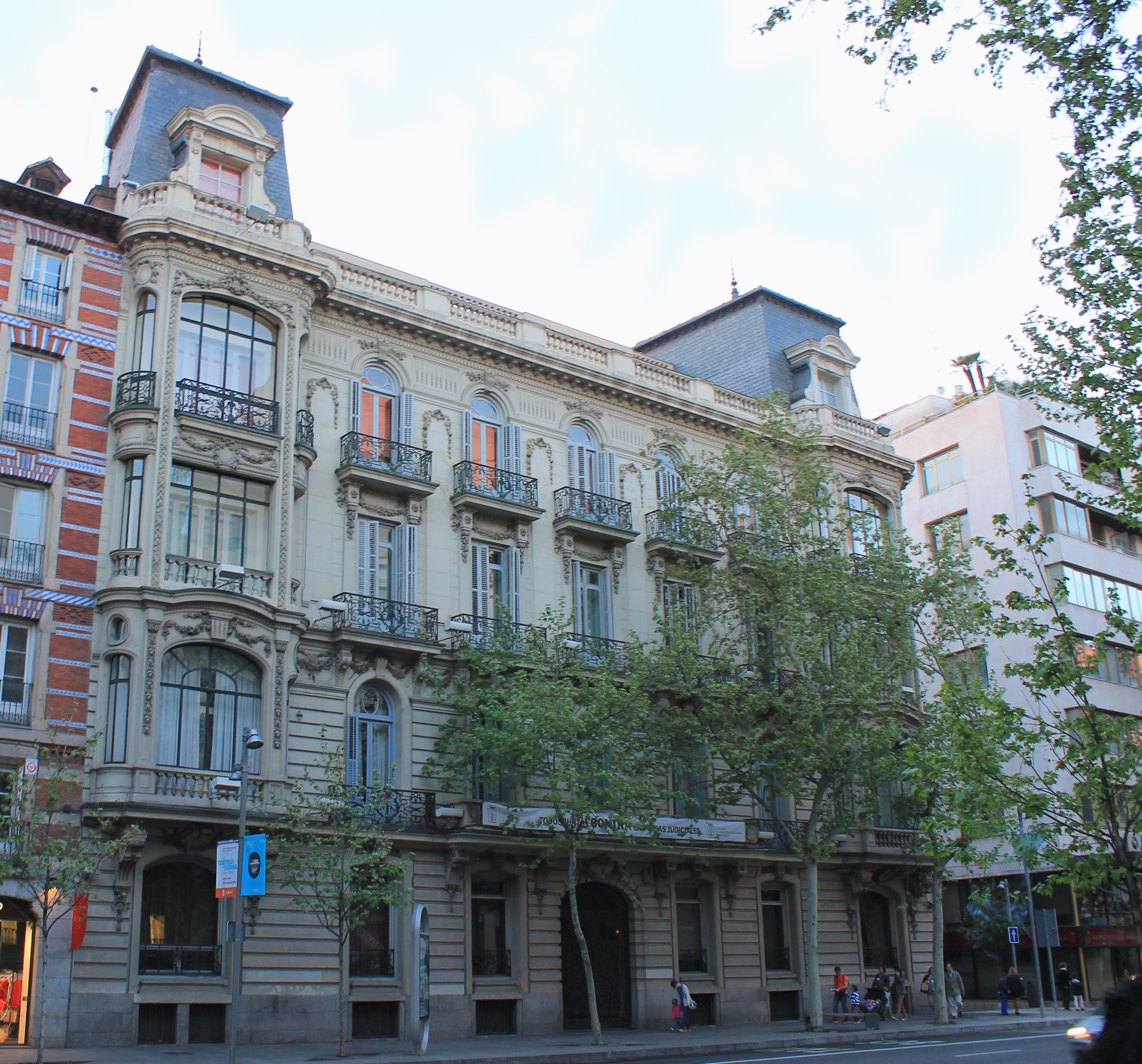

- Datos: Q70124159
- Multimedia: Casa-palacio del Marqués de Portago, Madrid / Q70124159